# Sarah Michelle Gellar
Sarah Michelle Gellar —nom de casada: Sarah Michelle Prinze— (Nova York, 14 d'abril de 1977) és una actriu i productora estatunidenca. Un agent la va descobrir en un restaurant de Nova York i la va fer debutar en un telefilm. La fama li va arribar amb la seva participació en les pel·lícules de terror I Know What You Did Last Summer i Scream 2, però especialment per ser la protagonista de la sèrie de televisió Buffy the Vampire Slayer treball pel que, el 2001, fou nominada al Globus d'Or a la millor actriu en sèrie de televisió dramàtica.

## Infància
Gellar va néixer el 14 d'abril de 1977 a Nova York, Estats Units. Única filla de Rosellen (de soltera Greenfield), professora en una escola de pàrvuls, i Arthur Gellar, un treballador de roba. Encara que els seus pares eren jueus, per Nadal posaven l'arbre durant la infància de Gellar. Els seus pares es van divorciar el 1984, i Gellar va anar a viure amb la seva mare, que la va criar a l'Upper East Side. Des de llavors va ser allunyada del seu pare, que va morir de càncer de fetge el 9 d'octubre de 2001.

## Carrera

### Dècada de 1980
Amb quatre anys, Gellar va ser descoberta per un agent en un restaurant de Manhattan. Se li va fer una prova per actuar en An Invasion Of Privacy, un telefilm protagonitzat per Valerie Harper, Carol Kane i Jeff Daniels. Gellar va llegir les seves línies i les de Harper, i els directors es van sorprendre per la seva actuació. A més, ha aparegut en comercials de televisió, com un polèmic espot de Burger King, en el qual es criticava a McDonald's. Cosa que va produir una demanda contra Burger King per part del segon, per la qual cosa Gellar va haver de declarar davant el tribunal com a testimoni de la defensa. El litigi va ser resolt fora dels tribunals.
Gellar va aparèixer en un episodi de la sèrie Spenser: For Hire com Emily; també en un episodi de la sèrie Crossbow com Sara Guidotti.

### Dècada de 1990
Va tenir un paper secundari en la pel·lícula Funny Farm protagonitzada per Chevy Chase i en la pel·lícula High Stakes, i va aparèixer en A Woman Named Jackie (1991), com Jacqueline Bouvier adolescent. L'avanç per a la carrera de Gellar va ser quan va protagonitzar la sèrie Swans Crossing (1992). El 1993 va entrar com a part del repartiment de la sèrie All My Children, com Kendall Hart, per la seva actuació va guanyar un Premi Daytime Emmy. En la sèrie va conèixer a l'actriu Michelle Trachtenberg, que més tard va actuar en Buffy the Vampire Slayer, protagonitzada per la mateixa Sarah Michelle Gellar.
El 1997, Gellar va protagonitzar I Know What You Did Last Summer, com Helen Shivers, va aparèixer en la pel·lícula de terror Scream 2, protagonitzada per Neve Campbell i va protagonitzar la famosa sèrie de televisió Buffy the Vampire Slayer. En la sèrie va representar a una adolescent amb la responsabilitat de lluitar contra diversos enemics de la mística, en la seva majoria vampirs. La sèrie va tenir crítiques positives i una bona audiència, generant una sèrie spin-off (Ángel), que incloïa a Gellar com a actriu convidada en dos episodis. Al llarg de les seves set temporades i d'un total de 144 episodis, Buffy, exercida per Gellar, es va convertir en una icona de culte als Estats Units, Regne Unit i Austràlia. Per aquesta sèrie l'actriu va ser nominada a un Globus d'Or a la millor actriu de sèrie de TV - Drama i va guanyar sis Teen Choice Awards i un Premi Saturn a la millor actriu de sèrie de televisió–drama.
Durant la continuació de la sèrie, la seva carrera cinematogràfica va anar a més. No obstant això, durant els últims anys del programa, va expressar la seva insatisfacció sobre certs aspectes d'aquesta sèrie. Poc després del final de la sèrie, Gellar va dir que no tenia cap interès a aparèixer en una pel·lícula de Buffy, encara que des de llavors ha dit que ho consideraria si el guió fos prou bo. En la revista Esquire va manifestar el seu orgull pel seu treball en Buffy: "Sincerament, crec que és un dels més grans espectacles de tots els temps i que passarà a la història com això. I no crec que sigui una declaració envanida. Hem canviat la manera del que la gent espera de la televisió". La imatge de Gellar s'utilitza en la continuació d'historietes de la sèrie. El seu sou en Buffy the Vampire Slayer era acceptable, incrementant el seu salari cada temporada. Aquestes són els registres setmanals que rebia:
1ª temporada: el 1997 per cada dues setmanes durant 3 mesos i les pel·lícules I know what you did last summer, (va rebre DS$2,5 milions de dòlars) Scream 2 (va rebre 1,5 milions). $75.000 (més les vendes en DVD de la temporada, aquell any va rebre $7.567.890).
2ª temporada: en 1998 per cada dues setmanes durant 6 mesos va rebre $350.000 (més les vendes en DVD de la temporada). Aquell mateix any la seva actuació com Helen Shivers va suposar que el director s'interessés en que ella interpretés el paper de Sasha en Llegenda Urbana però va acabar protagonitzant-la Tara Reid, ja que Sarah estava bastant atrafegada.

### Dècada de 2000

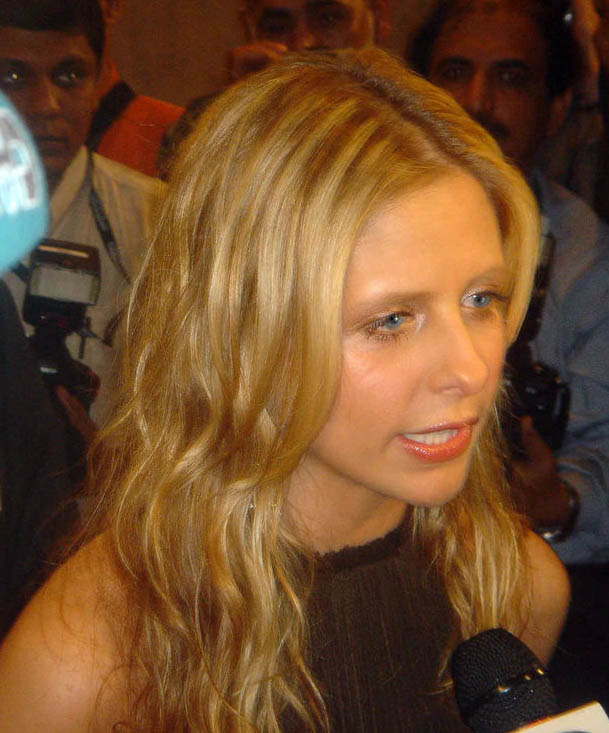
Gellar en el Festival de Cinema Internacional de Dubái el 2004.

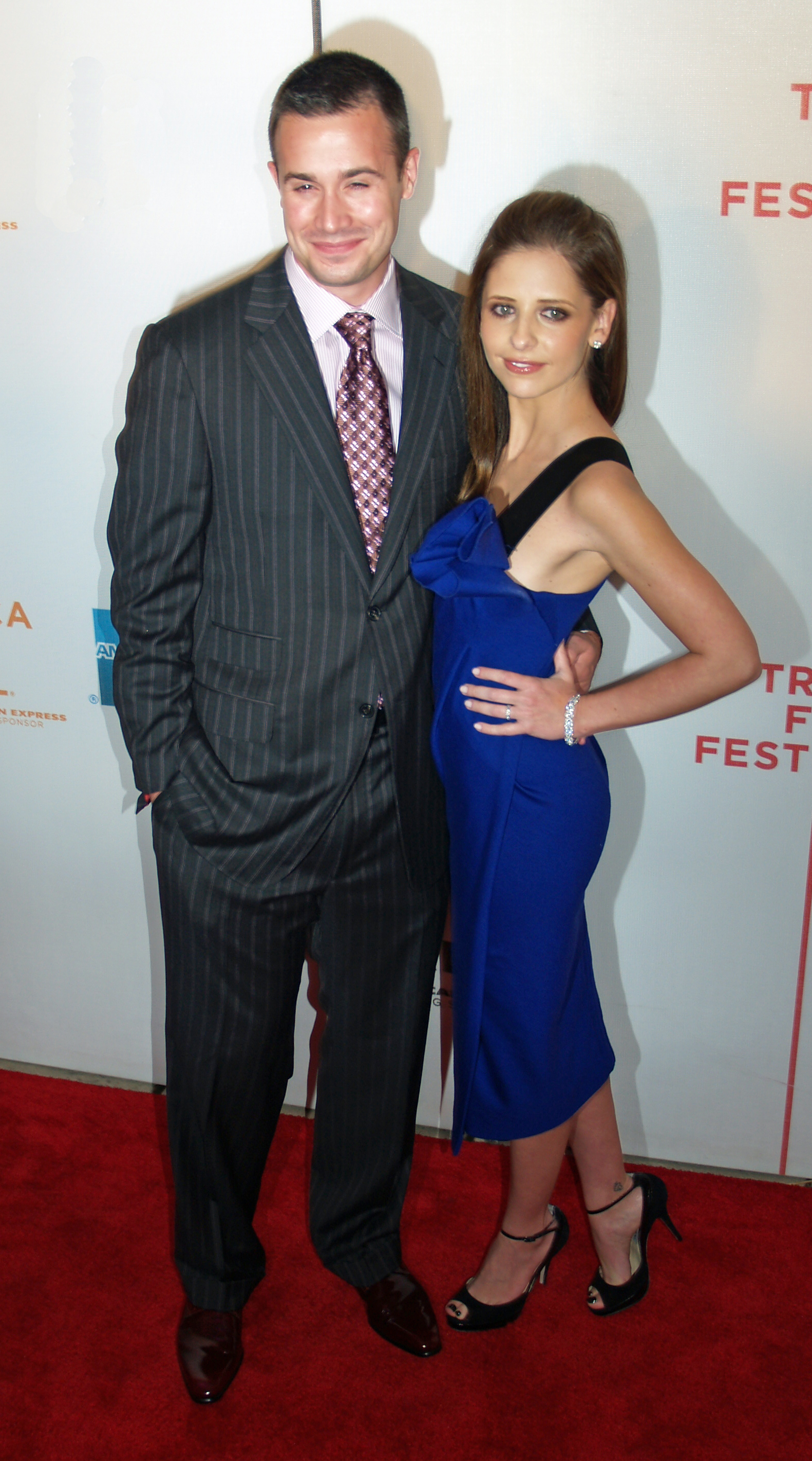
Gellar i el seu espòs en el Festival de Cinema de Tribeca, maig de 2007.

El 2001, Gellar va protagonitzar la comèdia romàntica Joc perillós. Després va protagonitzar Scooby-Doo (2002) i la seva seqüela Scooby-Doo 2: Monsters Unleashed. En ambdues va interpretar al personatge de Daphne Blake i va actuar al costat del seu espòs Freddie Prinze Jr. Van tenir gran èxit en taquilla, encara que la crítica en general va ser negativa.
El 2004 va protagonitzar el remake de la pel·lícula japonesa The Grudge. La pel·lícula va ser un gran èxit de taquilla, es va estrenar en 3348 sales de cinema d'Amèrica del Nord. La pel·lícula va recaptar 39,1 milions de dòlars nord-americans en el seu primer cap de setmana (22-24 d'octubre de 2004). Es va reduir al 43% en el seu segon cap de setmana, pel qual va guanyar 21,8 milions de dòlars nord-americans, convertint-se en la pel·lícula més taquillera de terror de l'any. Gellar va aparèixer en la seqüela, The Grudge 2, que es va estrenar a l'octubre de 2006, on ella té un paper menor. La protagonista va ser l'actriu Amber Tamblyn. Gellar va aparèixer en la pel·lícula de suspens The Return, que es va estrenar el mes següent. Va fer el paper d'una empresària obsessionada pel record de la seva infància i de la misteriosa mort d'una dona jove. Gellar doblà les pel·lícules d'animació Happily N'Ever After i TMNT: Tortugues Ninja Joves Mutants. Després va protagonitzar Southland Tales, Quatre vides, Històries de Manhattan, i Possession (un thriller sobrenatural basat en la pel·lícula de Corea del Sud Jungdok abans conegut com a Addicted). Southland Tales va obrir en el Festival de Canes al maig de 2006 i es va estrenar als EUA el novembre de 2007. Històries de Manhattan i Quatre vides es van projectar el 2007 al Festival de Cinema de Tribeca. Històries de Manhattan finalment va anar directament a vídeo a principis de 2008. La seva química en pantalla amb Alec Baldwin va ser ben criticada a Eye For Film i digueren que "la pel·lícula funciona millor quan Baldwin i Gellar estan junts."
El 12 de maig de 2009, Sarah va començar el rodatge de l'episodi pilot de la sèrie de televisió de HBO The Wonderful Maladys, a Nova York, Gellar, a més de ser la protagonista, exerceix com a productora executiva al costat de Charles Randolph. Finalment, i després de diversos mesos sense saber-ne res, es va donar a conèixer que la sèrie no va ser aprovada.
Després del naixement de la filla de Gellar, Charlotte Grace Prinze, el 19 de setembre de 2009, Gellar es va prendre un descans del treball per passar més temps amb ella.

### Dècada de 2010

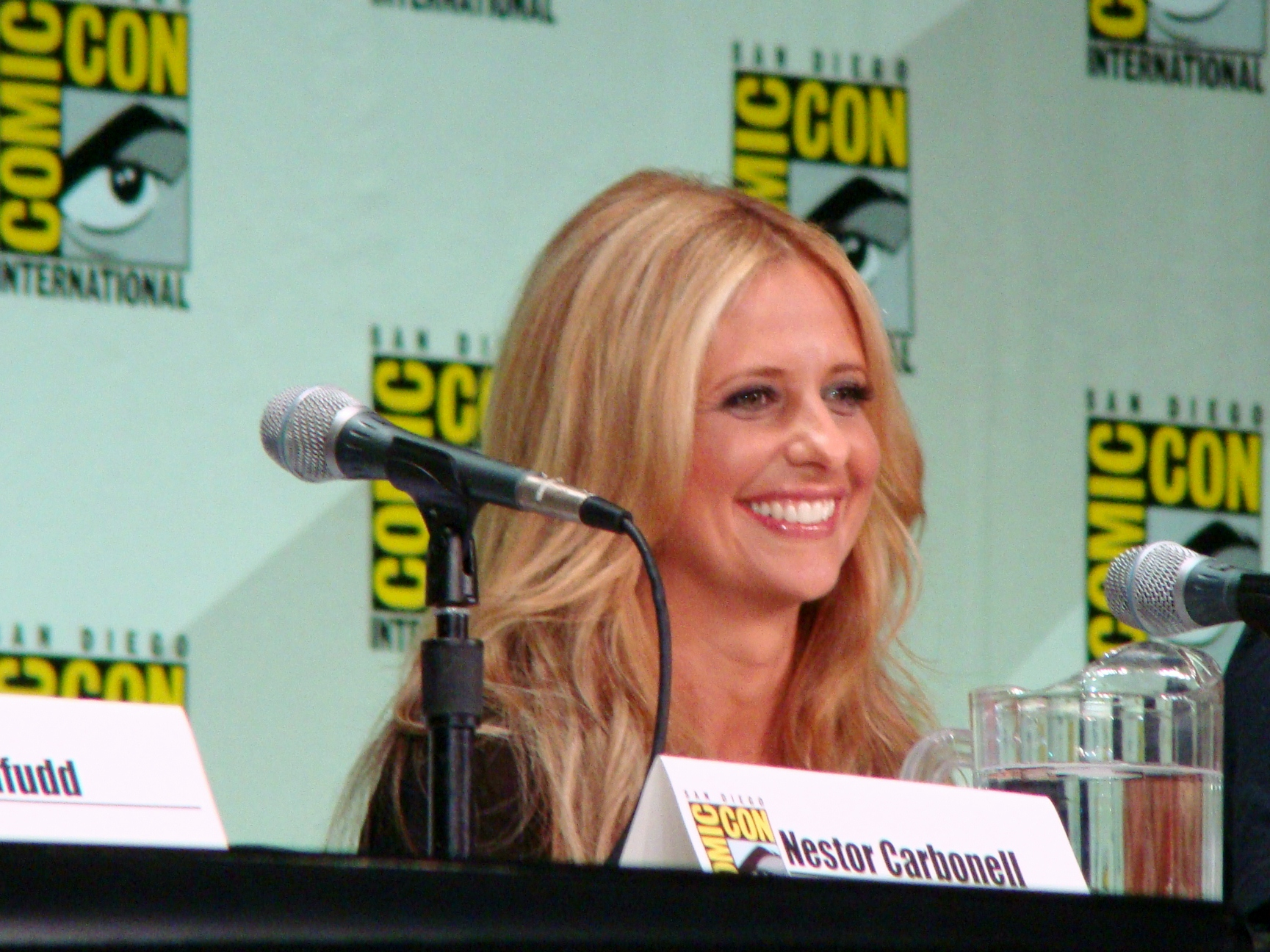
Sarah Michelle Gellar en el Comic-Con de San Diego el 2011.

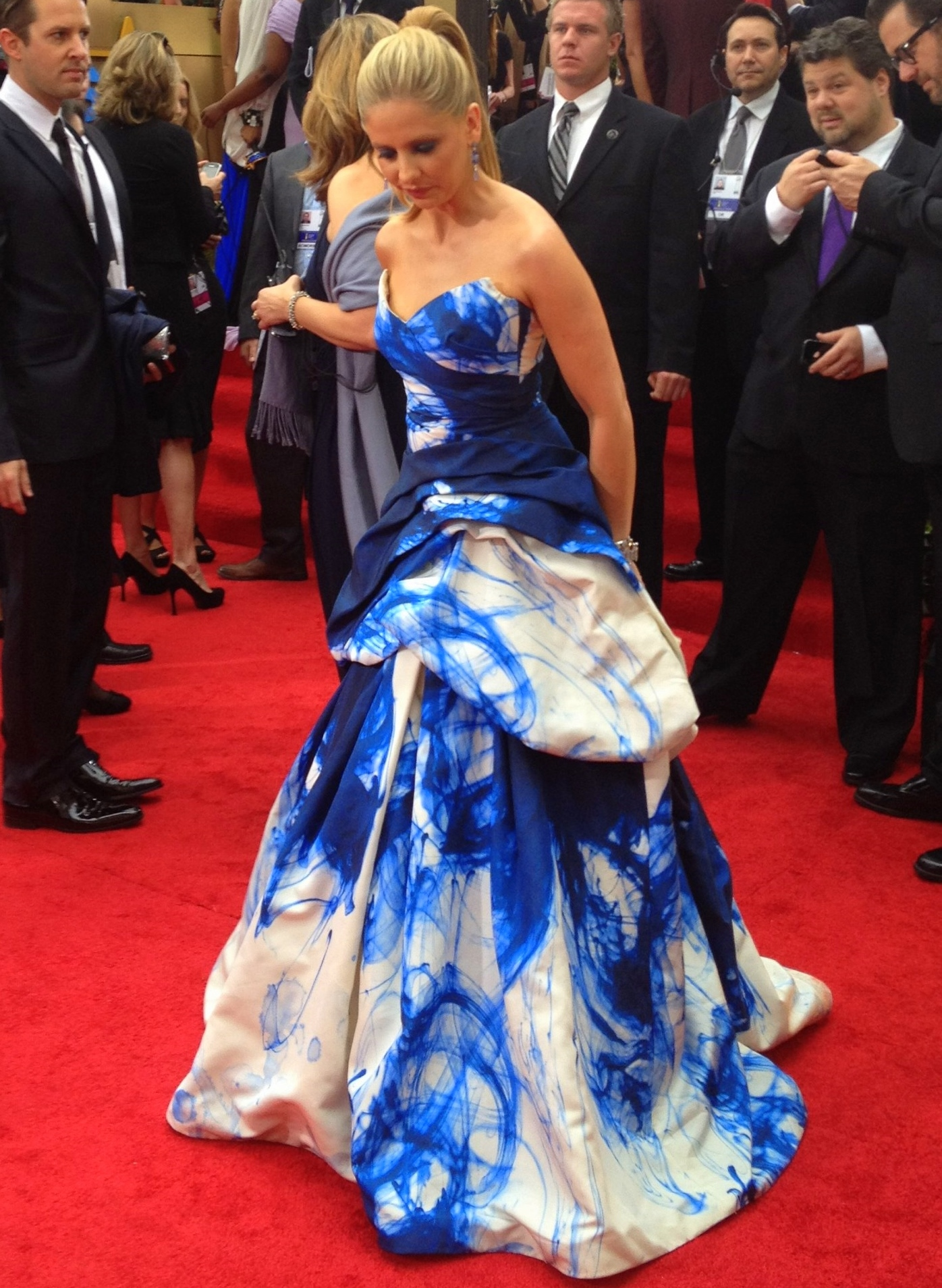
Sarah Michelle Gellar en la gala anual nº 69 dels Globus d'Or el 2012.

El 2011, Gellar va signar un contracte per protagonitzar i produir una nova sèrie anomenada Ringer, en la qual interpreta una dona que intenta viure la vida de la seva germana bessona rica. El xou va ser fet originalment per la CBS, però va ser emès pel seu canal germà The CW al maig de 2011. Gellar ha dit que part de la seva decisió de tornar com a protagonista d'una sèrie de televisió és perquè li permet treballar i criar a la seva filla. Al maig de 2012 la sèrie va ser cancel·lada per falta d'audiència. També, Gellar va confirmar que apareixerà com a estrella convidada en un episodi de la comèdia d'ABC All My Children, però no com Kendall Hart. L'episodi va ser emès el 21 de setembre de 2011.
El 15 de febrer de 2013 es va informar que Gellar tornaria a la televisió amb una sèrie per a la CBS anomenada The Crazy Ones al costat de Robin Williams. L'espectacle és una comèdia d'una sola càmera, sobre una agència de publicitat a càrrec d'un pare (Williams) i la seva filla (Gellar). La sèrie va ser cancel·lada després d'un temporada però van suposar un premi People's Choice a Gellar com acriu favorita en una nova sèrie de televisió.
Al març de 2015, Gellar va actuar com a Ventafocs al curtmetratge del vídeo oficial del canal de YouTube de Whitney Avalon Princess Rap Battle, i es va unir al repartiment de Star Wars Rebels per a la segona temporada, interpretant a un personatge recurrent conegut com Seventh Sister (Setena Germana). A principis del 2016, Gellar va filmar per a NBC una presentació pilot d'una potencial sèrie de televisió basada en la pel·lícula de culte clàssic, Cruel Intentions, reproduint el seu paper de Kathryn Merteuil. El pilot finalment no es va emetre.
El 16 de maig de 2019, Gellar va aparèixer a la final de la sèrie The Big Bang Theory.

### Propers projectes
El 10 de gener de 2019, es va anunciar que Gellar apareixeria a la sèrie limitada Sometimes I Lie, basada en el best-seller del mateix nom. La sèrie està sent produïda per Gellar i altres en associació amb Warner Bros. Television. El 22 d'agost de 2019, es va informar que Gellar estava decidida a produir i aparèixer en un pilot de Fox titulat Other People Houses.
El febrer de 2020, Gellar es va unir al repartiment principal de veu de Masters of the Universe: Revelation de Netflix i Kevin Smith en el paper de Teela. El 31 de març de 2021 es va anunciar que Gellar havia estat seleccionada pel pilot de comèdia Hot Pink d'Amazon Studios.

## Ingressos i estat
Sarah Michelle Gellar és considerada una de les actrius més versàtils i reeixides de Hollywood a causa de la seva implacable professionalitat i la seva habilitat d'interpretar diferents i variats personatges. Ha col·laborat amb reconeguts actors com: Brendan Fraser, Reese Witherspoon, Dwayne Johnson, Alicia Silverstone, Selma Blair, Alec Baldwin, Jennifer Love Hewitt, Ryan Phillippe, Robin Williams, entre d'altres. Es va informar al setembre de 2008 que les pel·lícules de Gellar havien recaptat més de 627,3 milions de dòlars. El seu paper amb més èxit va ser en The Grudge (2004), que va recaptar 39.1 milions de dòlars en el seu primer cap de setmana i 110 milions només als Estats Units.

## Altres projectes
Gellar és també una activa promotora de diverses organitzacions caritatives com de la recerca del càncer de mama, el projecte Angel Food, Hàbitat per a la Humanitat i CARE, una organització humanitària líder en la lluita contra la pobresa mundial, que diu arribar a "fer alguna cosa físicament". Ella diu: "Vaig començar perquè la meva mare em va ensenyar fa molt temps que, fins i tot quan no tens res, no hi ha formes de donar-li l'esquena. I el que s'obté a canvi és deu vegades major del que dónes."

## Vida privada
Gellar va conèixer al seu marit Freddie Prinze, Jr. en la pel·lícula de 1997 I Know What You Did Last Summer encara que la seva relació no es va consolidar fins a anys més tard en el lliurament de premis de la MTV, en la qual van assistir com a parella. Es van comprometre mentre rodaven junts Scooby Doo i es van casar a Mèxic, l'1 de setembre de 2002 en una cerimònia civil oficiada per Adam Shankman. El 2007, Gellar va canviar legalment el seu nom a Sarah Michelle Prinze en honor del cinquè any del seu matrimoni. És amiga d'actrius conegudes, com: Michelle Trachtenberg, Shannen Doherty, Lindsay Sloane i Kristin Chenoweth. Gellar ha dit en entrevistes que creu en Déu, però no pertany a una religió organitzada. També ha explicat en alguna ocasió que col·lecciona edicions rares dels clàssics de la literatura infantil. Té cinc tatuatges: un símbol d'integritat en la seva part inferior de l'esquena, un cor, una daga i una florida dels cirerers en el seu turmell, dues libèl·lules en l'esquena i les inicials dels seus dos fills en el braç. Gellar i Prinze tenen una filla anomenada Charlotte Grace Prinze, nascuda el 19 de setembre de 2009, i un fill anomenat Rocky James, nascut el 2012.
La família viu a Los Angeles, Califòrnia.

## Filmografia
| Any  | Títol                                                     | Personatge          | Notes                |
| ---- | --------------------------------------------------------- | ------------------- | -------------------- |
| 1983 | An Invasion of Privacy                                    | Jennifer Bianchi    | Personatge secundari |
| 1984 | Over the Brooklyn Bridge                                  | Filla de Phil       | Personatge secundari |
| 1988 | Aventures i desventures d'un yuppie en el camp            | Elizabeth           | Personatge secundari |
| 1989 | Melanie Rose                                              | Karen Rose          | Protagonista         |
| 1997 | Beverly Hills Family Robinson                             | Jane Robinson       | Protagonista         |
| 1997 | Sé el que vau fer l'últim estiu                           | Helen Shivers       | Protagonista         |
| 1997 | Scream 2                                                  | Casey "Cici" Cooper | Personatge secundari |
| 1998 | Small Soldiers                                            | Gwendy Doll (Veu)   | Personatge secundari |
| 1999 | Algú com tu (She's All That)                              | Noia a la Cafeteria | Cameo                |
| 1999 | Simply Irresistible                                       | Amanda Shelton      | Protagonista         |
| 1999 | Intencions perverses (Cruel Intentions)                   | Kathryn Merteuil    | Protagonista         |
| 2001 | Harvard man: Joc perillós                                 | Cindy Bandolini     | Protagonista         |
| 2002 | Scooby-Doo                                                | Daphne Blake        | Protagonista         |
| 2004 | Scooby-Doo 2: Desbocat (Scooby-Doo 2: Monsters Unleashed) | Daphne Blake        | Protagonista         |
| 2004 | La maledicció (The Grudge)                                | Karen Davis         | Protagonista         |
| 2006 | Southland Tales                                           | Krysta Now          | Paper Principal      |
| 2006 | La maledicció 2 (The Grudge 2)                            | Karen Davis         | Protagonista         |
| 2006 | El retorn                                                 | Joanna Mills        | Protagonista         |
| 2006 | Hi havia una vegada... un conte a l'inrevés               | Ceni (veu)          | Protagonista         |
| 2007 | TMNT: Tortugues Ninja Joves Mutants                       | April O'Neil (veu)  | Protagonista         |
| 2007 | Històries de Manhattan (Suburban Girl)                    | Brett Eisenberg     | Protagonista         |
| 2008 | Quatre vides (The Air I Breathe)                          | Sorrow              | Protagonista         |
| 2009 | Veronika decideix morir (Veronika Decides to Die)         | Veronika            | Protagonista         |
| 2009 | Possession                                                | Jessica             | Protagonista         |
| 2013 | Freedom Force                                             | Nicole (veu)        | Paper secundari      |

## Sèries de televisió
| Any       | Títol                               | Personatge                            | Notes                                     |
| --------- | ----------------------------------- | ------------------------------------- | ----------------------------------------- |
| 1988      | Spenser, detectiu privat            | Emily                                 | 1 episodi                                 |
| 1988      | Crossbow                            | Sara Guidotti                         | 1 episodi                                 |
| 1991      | A Woman Named Jackie                | Jacqueline Bouvier                    | 1 episodi                                 |
| 1992      | Swans Crossing                      | Sydney Orion Rutledge                 | 63 episodis                               |
| 1993–1995 | All My Children                     | Kendall Hart                          | 27 episodis                               |
| 1997–2003 | Buffy the Vampire Slayer            | Buffy Summers                         | 145 episodis                              |
| 1998      | King of the Hill                    | Marie (veu)                           | 1 episodi                                 |
| 1999–2000 | Ángel                               | Buffy Summers                         | 3 episodis                                |
| 2000      | Sex and the City                    | Debbie                                | 1 episodi                                 |
| 2001      | God, the Devil and Bob              | Actriu en un Xou                      | 1 episodi                                 |
| 2001      | Grosse Pointe                       | Ella mateixa (cameo)                  | 1 episodi                                 |
| 2004–2012 | Els Simpson                         | Gina Vendetti (veu)                   | 2 episodis                                |
| 2005–2014 | Robot Chicken                       | Sarah Connor / Daphne Blake (veu)     | 13 episodis                               |
| 2009      | The Wonderful Maladys               | Alice Malady                          | 1 episodi                                 |
| 2011–2012 | American Dad!                       | Phyllis / Jenny (veu)                 | 2 episodis                                |
| 2011–2012 | Ringer                              | Bridget/Siobhan                       | 22 episodis                               |
| 2013–2014 | The Crazy Ones                      | Sydney Roberts                        | 22 episodis                               |
| 2015      | Star Wars Rebels                    | Seventh Sister (Setena Germana) (veu) | 3 episodis                                |
| 2016      | Cruel Intentions                    | Kathryn Merteuil                      | Pilot no emès; també productora executiva |
| 2016      | Those Who Can't                     | Gwen Stefani                          | 1 episodi                                 |
| 2019      | The Big Bang Theory                 | Ella mateixa                          | Episodi: "The Stockholm Syndrome"         |
| 2021      | Masters of the Universe: Revelation | Teela (veu)                           | Paper principal                           |